# فرنسيسكو خوسيه نيكولاس غونزاليس
فرنسيسكو خوسيه نيكولاس غونزاليس (بالإسبانية: Francisco José Nicolás González)‏ (6 نوفمبر 1988 بمولينا دي سيغورا في إسبانيا - ) هو لاعب كرة قدم إسباني في مركز جناح ‏. لعب مع نادي ألباسيتي ونادي أونتينيينت ونادي تينيريفي ونادي غوادالاخارا ونادي لورقة وSalamanca AC ‏ ونادي أراندينا لكرة القدم ونادي قادش ب ‏.

## وصلات خارجية
- فرنسيسكو خوسيه نيكولاس غونزاليس على موقع قاعدة بيانات كرة القدم.إي يو (الإنجليزية)
- فرنسيسكو خوسيه نيكولاس غونزاليس على موقع Soccerway.com (الإنجليزية)
- فرنسيسكو خوسيه نيكولاس غونزاليس على موقع AS.com (الإسبانية)